# Giuseppe Antonelli (calciatore)
Giuseppe Antonelli (Lussinpiccolo, 12 maggio 1909 – ...) è stato un calciatore italiano, di ruolo terzino.

## Carriera
Antonelli, cognome che era la versione "italianizzata" dell'originale Antoncich (Antončić), è cresciuto nel Circolo Sportivo SALUS sez. Foot-ball gestito dai salesiani (attualmente "ASD Montebello Don Bosco" di Trieste), e dopo il debutto in Prima Divisione con l'A.S.P.E. Trieste si è trasferito al Bari, con cui ha disputato 63 partite in Serie A.
Con i galletti ha esordito nella stagione 1930-1931 in Serie B, concludendo l'esperienza nella stagione 1935-1936 in Serie A.
Ha terminato la carriera in Serie C, prima tornando al club dei suoi esordi (trasformatosi nel frattempo in Ponziana) ed infine dal 1937 nell'Ilva Bagnolese, dove rimase fino al 1945.

## Palmarès

### Club

#### Competizioni nazionali
- Serie B: 1

Bari: 1934-1935 (vincitore del girone B ma non del titolo nazionale, aggiudicato nel doppio confronto dal Genova 1893).